# Campeonato Nacional da II Divisão de Andebol Feminino
O Campeonato Nacional da 2ª Divisão de Andebol Feminino e o segundo escalão do Andebol Feminino, e é organizada pela Federação Portuguesa de Andebol (FPA), desde da época de 1984/1985. 

## Campeões da 2ª Divisão
| Época   | Vencedor               |
| 2018/19 | ABC/UMINHO             |
| 2017/18 | ARCA Alpendorada       |
| 2016/17 | ASS Assomada           |
| 2015/16 | CS Juventude Mar       |
| 2014/15 | ND Santa Joana         |
| 2013/14 | NAAL Passos Manuel     |
| 2012/13 | C. Vela Tavira         |
| 2011/12 | Não se realizou        |
| 2010/11 | Não se realizou        |
| 2009/10 | Não se realizou        |
| 2008/09 | CS Juventude Mar       |
| 2007/08 | SIM Porto Salvo        |
| 2006/07 | Não se realizou        |
| 2005/06 | Colégio João Barros    |
| 2004/05 | Esc. M. Laranjeira     |
| 2003/04 | CJ Almeida Garrett     |
| 2002/03 | ND Santa Joana         |
| 2001/02 | SA Grijó               |
| 2000/01 | ADC Santa Isabel       |
| 1999/00 | CDCR Quinta Princesa   |
| 1998/99 | Esc. M. Laranjeira     |
| 1997/98 | CJ Almeida Garrett     |
| 1996/97 | Benfica                |
| 1995/96 | Estrela Vigorosa Sport |
| 1994/95 | CDE Camões             |
| 1993/94 | CDCR Quinta Princesa   |
| 1992/93 | CD Infante D. Henrique |
| 1991/92 | SIM Porto Salvo        |
| 1990/91 | CJ Almeida Garrett     |
| 1989/90 | Ac. Fátima do Funchal  |
| 1988/89 | AC Mocidade            |
| 1987/88 | CD Paço Arcos          |
| 1986/87 | CDUL                   |
| 1985/86 | Atlético Encarnação    |
| 1984/85 | NAAL Passos Manuel     |

## Referencias
http://portal.fpa.pt/publishing/img/home_275/fotos/48161705471034590315.pdf
http://portal.fpa.pt/fap_portal/do?com=DS;1;111;+PAGE(2000070)+COD_COR_CAIXA(2)+K-CATEGORIA(298)+K-ID(5167);
2018/19: https://portal.fpa.pt/fap_portal/do?com=DS;1;111;+PAGE(2000070)+COD_COR_CAIXA(2)+K-CATEGORIA(298)+K-ID(6160);